# Юго-запад штата Риу-Гранди-ду-Сул (мезорегион)
Юго-запад штата Риу-Гранди-ду-Сул (порт. Mesorregião do Sudoeste Rio-Grandense) — административно-статистический мезорегион в Бразилии, входит в штат Риу-Гранди-ду-Сул. Население составляет 723 005 человек (на 2010 год). Площадь — 62 664,278 км². Плотность населения — 11,54 чел./км².

## Демография
Согласно сведениям, собранным в ходе переписи 2010 г. Национальным институтом географии и статистики (IBGE), население мезорегиона составляет:
| Полное население                            | Полное население                            | Полное население                            | Полное население                            | 723 005 |
| ------------------------------------------- | ------------------------------------------- | ------------------------------------------- | ------------------------------------------- | ------- |
| в том числе:                                | Городское население                         | 626 246                                     | Процент городского населения, %             | 86,62   |
|                                             | Сельское население                          | 96 759                                      | Процент сельского населения, %              | 13,38   |
|                                             | Мужское население                           | 352 348                                     | Процент мужского населения, %               | 48,73   |
|                                             | Женское население                           | 370 657                                     | Процент женского населения, %               | 51,27   |
| Плотность населения, чел/км²                | Плотность населения, чел/км²                | Плотность населения, чел/км²                | Плотность населения, чел/км²                | 11,54   |
| Население мезорегиона в % к населению штата | Население мезорегиона в % к населению штата | Население мезорегиона в % к населению штата | Население мезорегиона в % к населению штата | 6,76    |

## Статистика
- Валовой внутренний продукт на 2003 составляет 7 042 002 894,00 реалов (данные: Бразильский институт географии и статистики).
- Валовой внутренний продукт на душу населения на 2003 составляет 9150,60 реалов (данные: Бразильский институт географии и статистики).
- Индекс развития человеческого потенциала на 2000 составляет 0,784 (данные: Программа развития ООН).

## Состав мезорегиона
В мезорегион входят следующие микрорегионы:
1. Кампанья-Сентрал
2. Кампанья-Меридиунал
3. Кампанья-Осидентал